# Phenasteron
Phenasteron är ett släkte av spindlar. Phenasteron ingår i familjen Zodariidae.
Kladogram enligt Catalogue of Life:
| Phenasteron | \| \| Phenasteron longiconductor \| \| \| \| \| \| Phenasteron machinosum \| \| \| \| |
|             | \| \| Phenasteron longiconductor \| \| \| \| \| \| Phenasteron machinosum \| \| \| \| |
|             | Phenasteron longiconductor                                                            |
|             |                                                                                       |
|             | Phenasteron machinosum                                                                |
|             |                                                                                       |